# Talenkauen santacrucensis
Talenkauen santacrucensis és una espècie extinta de dinosaure ornitòpode del grup dels iguanodonts que visqueren a Sud-amèrica durant el Cretaci superior, fa entre 72,1 i 83,6 milions d'anys. Fou trobat el 2000 a la formació Pari Aike a la província de Santa Cruz, a la Patagònia argentina. Es tracta de l'única espècie del gènere Talenkauen.
Tenia el cap petit. Feia uns 4,7 m de llargada i pesava uns 300 kg. Era una de les preses d'Orkoraptor.
L'holotip, MPM-10001, és un esquelet parcial articulat al qual li falten la part posterior del crani, cua, i mans.